# Sonny Colbrelli
Sonny Colbrelli (* 17. Mai 1990 in Desenzano del Garda) ist ein ehemaliger italienischer Radrennfahrer.

## Sportlicher Werdegang
Colbrelli schloss sich 2012 dem Professional Continental Team Colnago-CSF Inox an, bei dem er in den beiden Vorjahren jeweils zum Saisonende als Stagiaire fuhr. Sein Durchbruch gelang ihm im Jahr 2014, als er bei den Straßenweltmeisterschaften in Ponferrada als bester Italiener Rang 13 belegte und die italienischen Eintagesrennen Giro dell’Appennino, Memorial Marco Pantani, GP Industria & Commercio di Prato und Coppa Sabatini jeweils im Sprint gewann.
Im Jahr 2016 gewann er unter anderem den GP di Lugano, die Coppa Agostoni, Tre Valli Varesine und erneut die Coppa Sabatini, dazu wurde er Dritter beim Amstel Gold Race. Zur Saison 2017 erhielt er einen Zweijahresvertrag beim neugegründeten UCI WorldTeam Bahrain-Merida, heute Bahrain-Victorious. Im selben Jahr gewann er eine Etappe von Paris–Nizza sowie das belgische Eintagesrennen der Pfeil von Brabant.
2018 entschied er eine Etappe der Tour de Suisse für sich. Sowohl 2017 wie 2018 siegte er bei der Coppa Bernocchi. 2018 sowie 2019 gelangen Colbrelli weitere Etappenerfolge, darunter bei der Deutschland Tour 2019, wo er auch die Punktewertung gewann, nachdem er bei weiteren Etappen den zweiten Platz belegt hatte. Im Jahr 2020 gewann er einzig eine Etappe der Route d’Occitanie.
2021 wurde zum bisher erfolgreichsten Jahr seiner Karriere. Colbrelli wurde italienischer Meister, konnte die Gesamtwertung der Benelux Tour für sich entscheiden, wurde Europameister bei den UEC-Straßen-Europameisterschaften in Trient und siegte beim Klassiker Paris–Roubaix im Sprint einer Dreiergruppe.
Im März 2022 belegte er bei der ersten Etappe der Katalonien-Rundfahrt Platz zwei, brach aber kurz nach der Zielankunft bewusstlos zusammen. Erst kurz zuvor war bei ihm eine Bronchitis diagnostiziert worden. Er wurde ins Krankenhaus von Girona transportiert. Schon nach wenigen Tagen kündigte er seine Rückkehr ins Peloton an. Ende März 2022 wurde ihm in der Universitätsklinik von Padua ein subkutaner Defibrillator implantiert. Das Gerät soll – so seine Ärzte – den Herzrhythmus korrigieren, wenn es im Extremfall nötig ist.
Im Oktober 2022 teilte Colbrelli mit, dass er die Hoffnung aufgegeben habe in den Leistungssport zurückzukehren, und er beendete seine Karriere als Aktiver. Er werde eine Tätigkeit im Stab seines Team Bahrain Victorious übernehmen.

## Politik
Im Jahr 2023 kandidierte Colbrelli für die Partei Forza Italia bei den lombardischen Regionalwahlen.

## Erfolge
2010
- Trofeo Alcide Degasperi

2012
- Mannschaftszeitfahren Giro di Padania

2014
- eine Etappe Slowenien-Rundfahrt
- Giro dell’Appennino
- Memorial Marco Pantani
- GP Industria & Commercio di Prato
- Coppa Sabatini

2015
- Gesamtwertung und eine Etappe Tour du Limousin
- GP Beghelli

2016
- GP Lugano
- zwei Etappen Tour du Limousin
- eine Etappe Tour du Poitou Charentes
- Coppa Agostoni
- Coppa Sabatini
- Tre Valli Varesine

2017
- eine Etappe Paris–Nizza
- Pfeil von Brabant
- Coppa Bernocchi

2018
- eine Etappe Dubai Tour

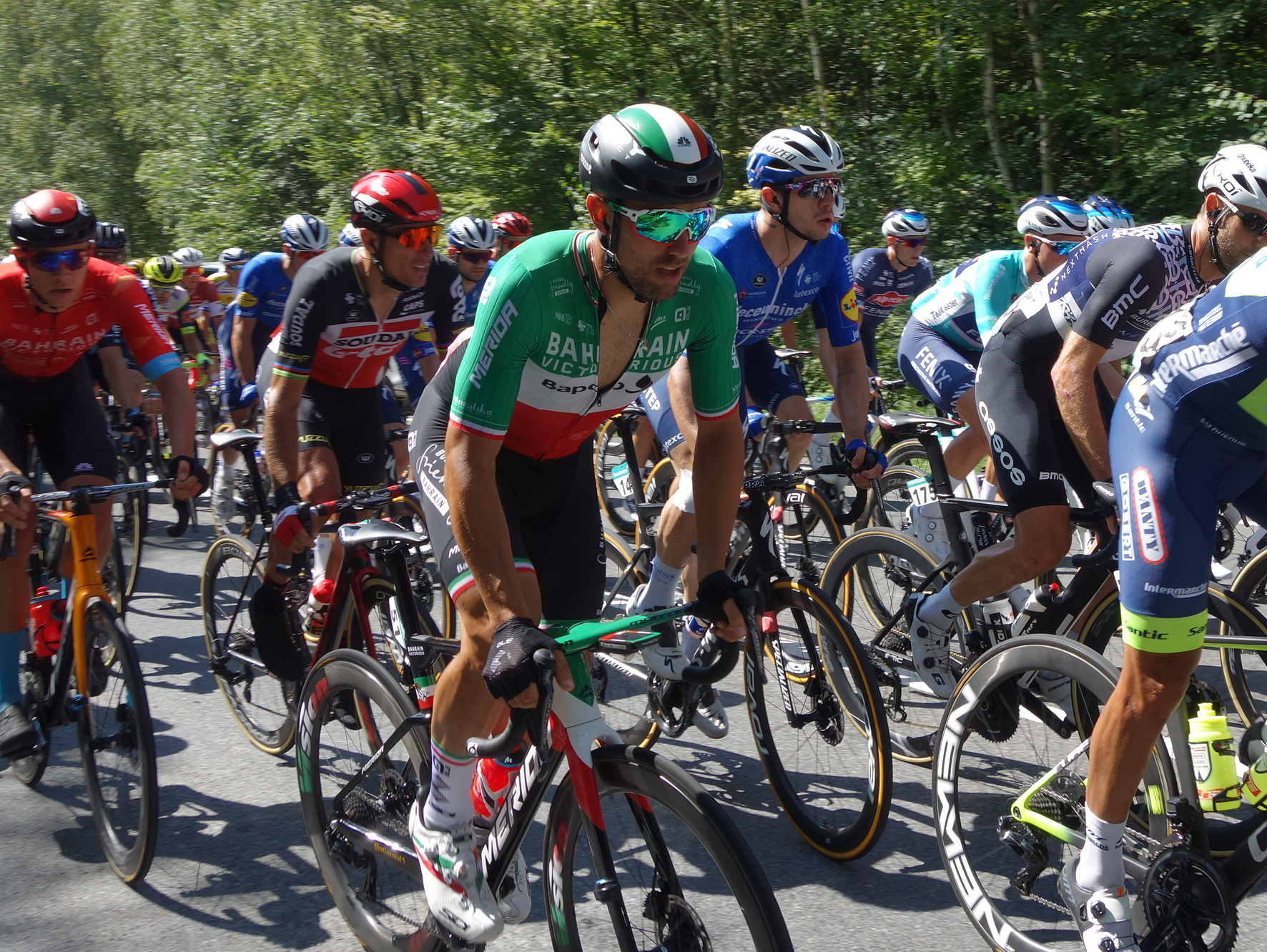
Colbrelli im Trikot des Italienischen Meisters auf der 5. Etappe der BeneluxTour, 2021

- eine Etappe Hammer Sportzone Limburg
- eine Etappe Tour de Suisse
- Coppa Bernocchi
- Gran Piemonte

2019
- eine Etappe Tour of Oman
- eine Etappe und Punktewertung Deutschland Tour
- GP Beghelli

2020
- eine Etappe Route d’Occitanie

2021
- eine Etappe und Punktewertung Tour de Romandie
- eine Etappe und Punktewertung Critérium du Dauphiné
- Italienischer Meister – Straßenrennen
- Gesamtwertung und eine Etappe Benelux Tour
- Europameister – Straßenrennen
- Paris–Roubaix

## Grand-Tour-Platzierungen
| Grand Tour            | 2012 | 2013 | 2014 | 2015 | 2016 | 2017 | 2018 | 2019 | 2020 | 2021 | 2022 |
| --------------------- | ---- | ---- | ---- | ---- | ---- | ---- | ---- | ---- | ---- | ---- | ---- |
| Giro d’ItaliaGiro     | 100  | 88   | 94   | 100  | 95   | –    | –    | –    | –    | –    | –    |
| Tour de FranceTour    | –    | –    | –    | –    | –    | 122  | 109  | 85   | 93   | 52   | –    |
| Vuelta a EspañaVuelta | –    | –    | –    | –    | –    | –    | –    | –    | –    | –    | –    |